# 美濃関ジャンクション

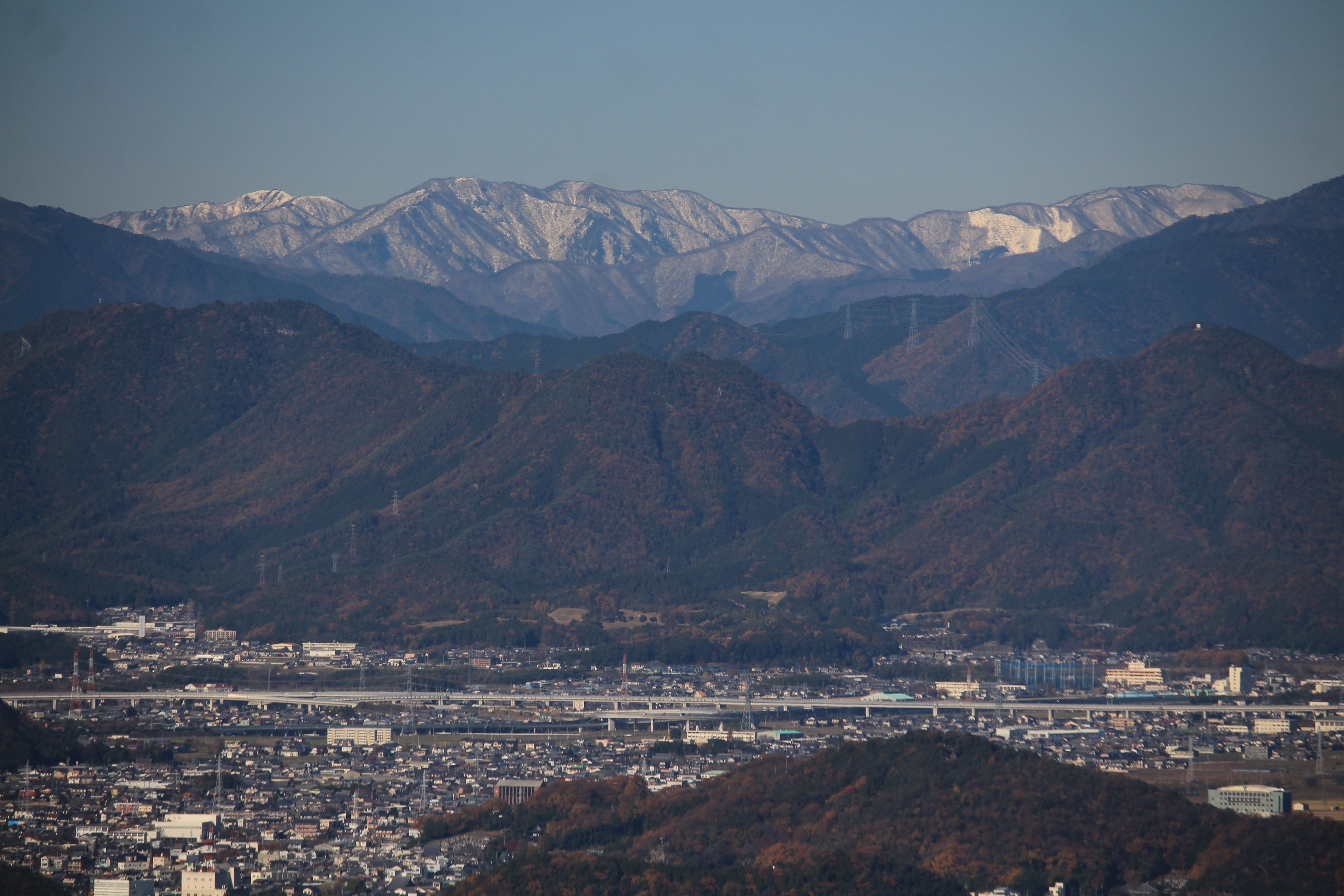
各務原アルプスの明王山から望む美濃関ジャンクション

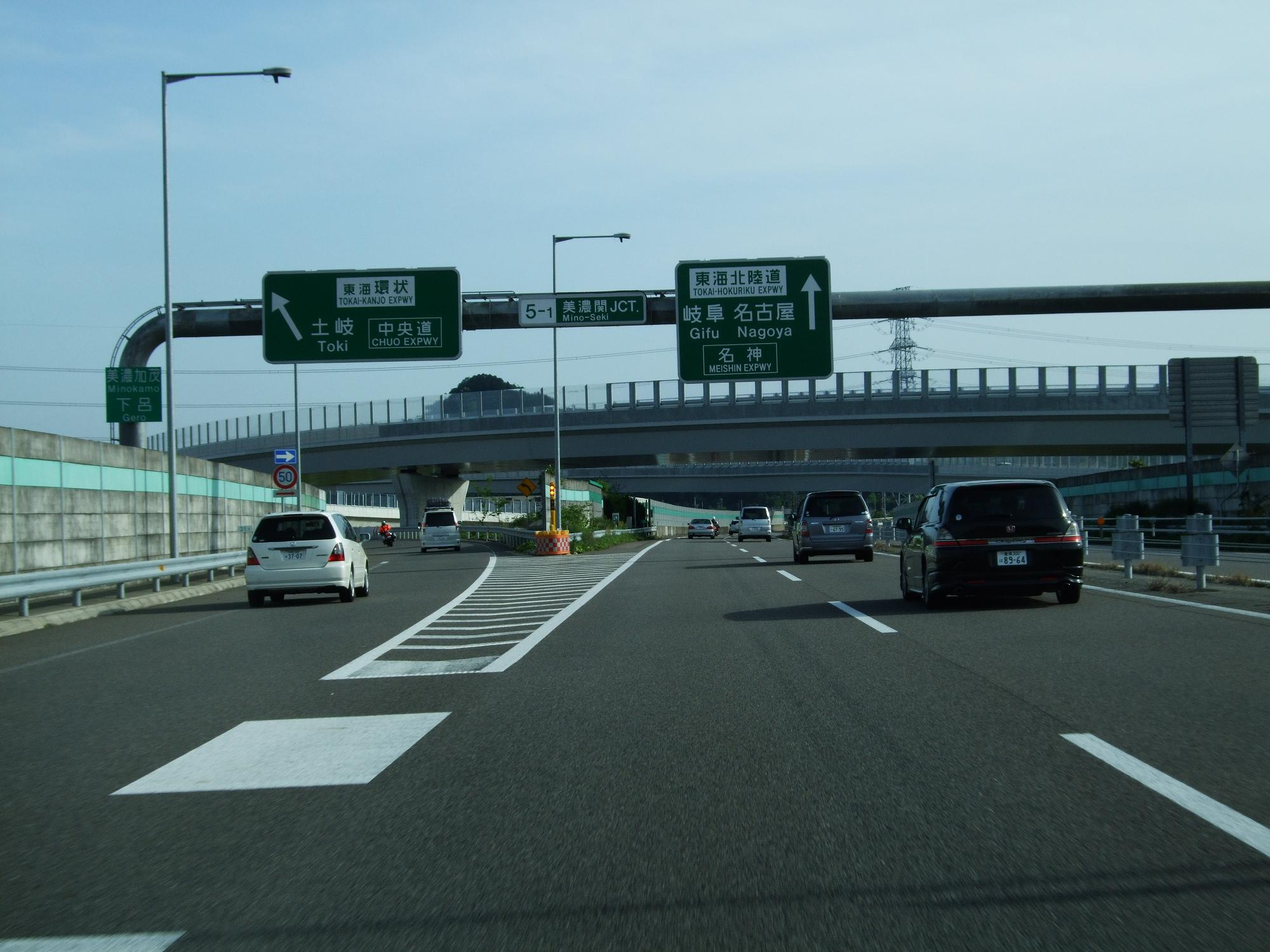
東海北陸自動車道の美濃関ジャンクション付近（上り線）

美濃関ジャンクション（みのせきジャンクション）は、岐阜県美濃市志摩および同県関市下有知にある東海北陸自動車道・東海環状自動車道のジャンクションである。
東海北陸自動車道の当JCTから一宮稲沢北ICまでの区間および東海環状自動車道の全線では、高速料金が大都市近郊区間の料金水準となる。
当ジャンクションから利用可能な東海環状自動車道関広見方面のインターチェンジの料金所は、全てETC専用となっているため、現金車（一般車）は当ジャンクションを利用して関広見方面へ向かうことができない。

## 歴史
- 2005年（平成17年）3月19日 - 東海環状自動車道の豊田東JCT[6] - 当JCT間の開通に伴い[2][3]、供用開始[1]。
- 2009年（平成21年）4月18日 - 東海環状自動車道の当JCT - 関広見IC間が開通[3]。

## 接続する路線
- E41 東海北陸自動車道（5-1番）[1][2][7][8]
- C3 東海環状自動車道[1][2][7][9]

## 隣
E41 東海北陸自動車道
(5)関IC - 関SA（上り線のみ） - 長良川SA（下り線のみ） - (5-1)美濃関JCT - (6)美濃IC
C3 東海環状自動車道
(10)富加関IC - (5-1)美濃関JCT - (11)関広見IC

## その他
- ランプの曲線橋の一部は川田工業が施工、鋼・コンクリート混合桁形式が採用された。曲線部の曲率半径は80m。